# 마르코 조로
마르크앙드레 조로 크폴로(프랑스어: Marc-André Zoro Kpolo, 1983년 12월 27일 ~ )는 센터백으로 활약했던 코트디부아르의 전 프로 축구 선수이다.

## 구단 경력
코트디부아르 아니야마에서 태어난 조로는 이탈리아에서 커리어를 시작했으며, 처음에는 살레르니타나에서 뛰었지만 세리에 A 데뷔는 하지 않았다. 다음 시즌에는 캄파니아주 2부 리그 팀에서 뛰었고, 2003년 1월에는 시칠리아의 메시나에 합류하여 6월에 승격을 이루도록 도왔다. 결국 클럽은 그를 3년 계약으로 영구 계약시켰다.
조로와 메시나의 계약이 만료되기 몇 달 전, 그는 그의 에이전트 프란시스 카쿠와 계약 연장을 위한 협상을 진행 중이었다. 2006년 10월, 메시나 회장 피에트로 프란자는 "조로의 계약이 만료될 예정이며, 그를 갱신하는 데 어려움이 있다"고 말했다. "앞으로 며칠 동안 그의 에이전트와 만나면서 가능한 이해를 찾을 수 있을지 지켜볼 것입니다." 그러나 4개월 후, 조로는 "일부 경영진이 저를 교수형에 처하고 싶어하기 때문에 새로운 계약에 대해 이야기하지 않는다는 글을 읽었습니다. 저는 이것이 제 전문성에 대한 모욕이라고 생각합니다. 저는 항상 열심히 훈련해왔고 외부의 영향을 받지 않았습니다. 또한 교수형에 처하도록 내버려두고 제게 맞는 클럽이 있는지 확인해 보겠습니다." 이틀 후, 그는 "가족 중 한 명이 부당한 대우를 받으면 그 사람이 화를 내는 것이 정상입니다. 공개적으로 더러운 린넨을 퍼뜨리고 싶지 않습니다. 시즌이 끝나면 제 계약에 대해 이야기하겠습니다. 지금 제 최우선 과제는 메시나를 세리에 A에 유지하는 것입니다."
2007년 5월 15일, 조로는 포르투갈 클럽 벤피카와 4년 계약을 체결하고 무료로 경기에 출전했다. 그는 전체 캠페인 동안 두 번의 프리메이라리가 경기에만 출전했고, 결국 혼자서 훈련하게 되었다. 그러나 2008년 3월 9일, 레이리아와의 홈 경기에서 2-2 무승부를 기록하며 한 골을 넣었다.
2011년 1월 말, 조로는 루마니아 리가 I의우니베르시타테아 크라이오바로 임대되었다. 6월에는 벤피카와의 계약이 만료되었고, 이듬해 1월 30일에는 프랑스 리그 2의 앙제와 1년 반 계약을 체결했다.

## 국가대표팀 경력
조로는 2003년부터 코트디부아르 국가대표팀을 대표하여 2006년 아프리카 네이션스컵 (2위를 차지한 국가)과 2006년 FIFA 월드컵 (경기 없음)에 출전했다. 2008년 아프리카 네이션스컵에서는 말리를 상대로 3-0 승리를 거두며 첫 국제 대회 골을 넣었고, 팀은 결국 4위로 대회를 마무리했다.